# جلال دباغ
جلال دباغ (کردی: Celal Debax , جهلال دهباغ؛ زادهٔ ۱۲ مهٔ ۱۹۳۹) سیاستمدار، مترجم و روزنامه‌نگار اهل کردستان عراق است. او رهبر حزب چپ کردستان عراق است. دباغ کتاب‌های زیادی را به زبان کردی ترجمه کرده‌است و یکی از مترجمان اصلی کتاب مانیفست حزب کمونیست است.

## زندگی‌نامه
جلال دباغ در ۱۲ مه ۱۹۳۹ در شهر سلیمانیه در جنوب کردستان عراق متولد شد. او یکی از نه فرزند، پنج پسر و چهار دختر است.